# Księstwo raciborsko-opawskie
Księstwo raciborsko-opawskie (łac. Ducatus Ratiboria et Oppaviensis) – księstwo śląskie leżące nad rzeką Odrą i rzeką Opawą, istniejące w latach 1337–1377 ze stolicą w Raciborzu.

## Historia
W 1336 zmarł bezpotomnie książę raciborski Leszek. Testamentem zapisał księstwo raciborskie księciu opawskiemu Mikołajowi II. W 1337 król czeski Jan Luksemburski połączył Księstwo Raciborskie z Księstwem Opawskim w jedno pod panowaniem Mikołaja II Opawskiego.
W czerwcu 1345 r. doszło do wojny polsko-czeskiej i najazdu Kazmierza Wielkiego, wspieranego posiłkami węgierskimi i litewskimi i wkroczenia na ziemie księstwa raciborsko-opawskiego, pustosząc nieufortyfikowane Pszczynę i Rybnik oraz oblegając Żory.
W 1351 r. po śmierci Konstancji wodzisławskiej do obszaru księstwa włączono najprawdopodobniej ziemię wodzisławską wraz z Wodzisławiem.
W 1377 r. Jan Przemyślida podzielił schedę po Mikołaju pomiędzy siebie i braci, wydzielając młodszym braciom własne dzielnice:
- Mikołajowi (Głubczyce)
- Wacławowi oraz Przemkowi jako braciom niedzielnym opawszczyznę.

## poczet władców
- Mikołaj II opawski (w latach 1337–1356)
- jako bracia niedzielni: Jan Przemyślida, Mikołaj Przemyślida, Wacław Przemyślida oraz Przemek Przemyślida (w latach 1356–1377)